# Schlachtnebenerzeugnis
Als Schlachtnebenerzeugnis, auch Schlachtnebenprodukt genannt, bezeichnet man Teile von geschlachteten Tieren, die nicht als Fleisch definiert sind, und nicht von Fischen, Krebstieren, Weichtieren und anderen wirbellosen Wassertieren stammen.
Man kann sie nach verschiedenen Kriterien unterscheiden. Eine Systematik lautet:
- Verwendung für die Ernährung des Menschen (z. B. Kopf, Fuß, Schwanz, Herz, Zunge, Nierenzapfen, Saumfleisch, Bauchnetz, Schlund, Thymusdrüse)
- Verwendung für die Pharmazie (z. B. Gallenblase, Nebenniere, Plazenta)
- Verwendung für die menschliche Ernährung oder zur Herstellung pharmazeutischer Erzeugnisse (z. B. Leber, Niere, Lunge, Hirn, Bauchspeicheldrüse, Milz, Rückenmark, Eierstock, Gebärmutter, Hoden, Euter, Schilddrüse, Hirnanhangdrüse).
- solche, wie Häute, die zur menschlichen Ernährung oder zu anderen Zwecken (z. B. Herstellen von Leder) verwendet werden können

außerdem
- solche, wie Hörner und Hufe, die zerkleinert als Düngemittel dienen (Horndünger). Auch aus Blut werden Düngemittel hergestellt (Blutmehl).
- Tierfutter: Federn werden zu Federmehl verarbeitet und hauptsächlich unters Hundefutter gemischt.[1] Tiermehl wird auch an Nutztiere wie Rinder, Schweine und Hühner verfüttert.

Sie werden ebenfalls nach der Eignung für die menschliche Ernährung unterschieden, auch die Genießbarkeit spiegelt sich in der Unterscheidung wider; so gelten Sperma, Embryos, Schwamm, Flechse und Sehnen als ungenießbar.